# Gregory Borlein
Gregory Borlein (* 13. Januar 1993 in München) ist ein deutscher Maler, Musiker und ehemaliger Kinderdarsteller.

## Leben
Gregory Borlein wurde 1993 in München geboren. Er ist überaus musikalisch. Seit seiner Kindheit spielt er Klavier. Das Gitarrespielen hat er sich selbst in jungen Jahren beigebracht. Als Teenager stand er in mehreren Rollen am Staatstheater am Gärtnerplatz als Solist im Kinderchor auf der Bühne. Nach der Schule machte er erst eine Ausbildung zum Maler und Lackierer und besuchte dann die Fachschule für Kirchenmalerei in München. Diese darauffolgende Ausbildung zum Kirchenmalermeister brach er ab, um der Kunst zu folgen und arbeitete anschließend selbstständig in verschiedenen Ateliers. Nach einigen Auslandsaufenthalten begann er das Studium für Malerei an der Akademie der bildenden Künste München bei Karin Kneffel.

## Filmografie
- 2004: Der Untergang
- 2004: Der Bergpfarrer (Fernsehserie)
- 2005: Der Bergpfarrer 2 – Heimweh nach Hohenau
- 2006: Glück auf vier Rädern
- 2007: Rumpelstilzchen